# Lista orașelor din Polonia

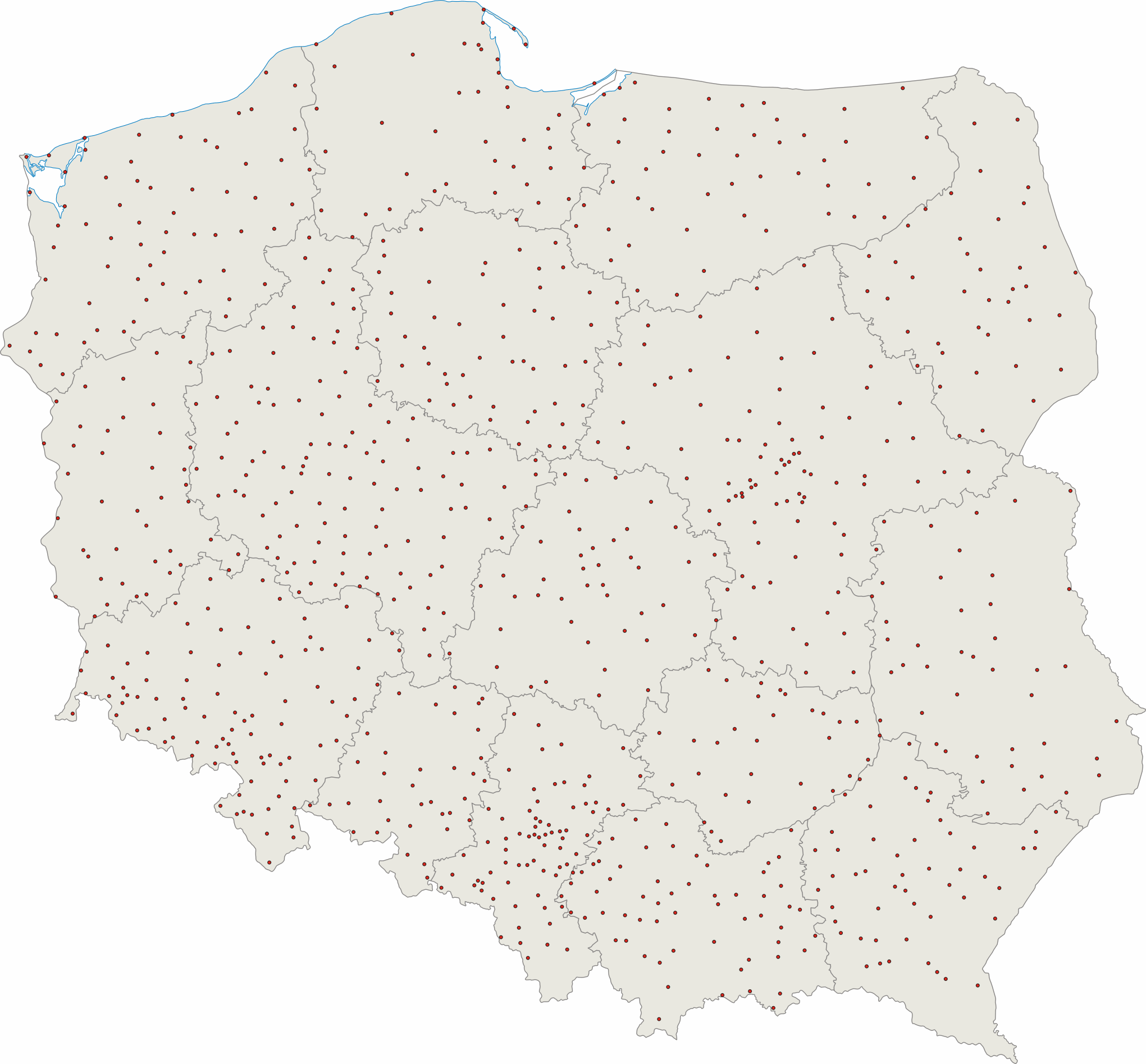
Amplasarea oraşelor poloneze

Această pagină conține o listă a orașelor din Polonia. Conform datelor GUS (Oficiul Principal de Statistică) în Polonia sunt 915 de orașe.
Abrevierile numelelor de voievodate după ISO 3166-2:PL:
- DŚ — voievodatul Silezia Inferioară
- KP — voievodatul Cuiavia și Pomerania
- LB — voievodatul Lublin
- LS — voievodatul Lubusz
- ŁD — voievodatul Łódź
- MP — voievodatul Polonia Mică
- MZ — voievodatul Mazovia
- OP — voievodatul Opole
- PK — voievodatul Carpaților de Jos
- PL — voievodatul Podlasia
- PM — voievodatul Pomerania
- ŚK — voievodatul Sfintei Cruci
- ŚL — voievodatul Silezia
- WM — voievodatul Varmia și Mazuria
- WP — voievodatul Polonia Mare
- ZP — voievodatul Pomerania Occidentală

Vezi: 
A B C Ć D E F G H I J K L Ł M N O P R S Ś T U V W Z Ż